# Haddam (Connecticut)
Haddam – miasto w Stanach Zjednoczonych, w stanie Connecticut, w hrabstwie Middlesex.